# Copelatus ceylonicus
Copelatus ceylonicus es una especie de escarabajo buceador del género Copelatus, de la subfamilia Copelatinae, en la familia Dytiscidae. Fue descrito por Vazirani en 1969.